# エルジュビェタ・アダミャク
エルジュビェタ・アダミャク（波: Elżbieta Adamiak、1955年9月5日 - ）はポーランドのウッチで生まれた歌手。

## 略歴
1955年9月5日、ポーランドのウッチで生まれる。幼少期からピアノを習い、高校時代からギターを弾きはじめた。
ウッチ大学で社会学を学び、後にヤギェウォ大学で学ぶが、3年生のときに休学して歌に専念する。1974年にウッチの「Yapa」と呼ばれる学生歌謡祭で舞台デビュー。大学を転校してクラクフに移り住んだ後も、学生の歌と文化の流れに強く関わっていた。やがてクラクフの学生歌謡祭や、オルシュティン城の歌謡イベント「Śpiewajmy Poezję」、シフィノウイシチェで行われる歌謡祭「FAMA」などに参加して注目されるようになる。特に詩人イッジ・ハラシモーヴィチの詩に対する表現力に高評価を受けた。
1978年、歌手としてデビュー。1980年に発表されたファーストアルバムでは、サンバやボサノヴァなど、ブラジル音楽からの影響が色濃い曲を歌っている。
歌謡祭への参加や国内でのコンサート活動のほか、当時西ドイツだったミュンスター（1977年）や、ニシュ（ユーゴスラビア、1980年）、プラハ、ブダペスト（1983年）など、東西を問わずポーランド国外での演奏活動も頻繁に行った。1993年にはオーストラリアツアー（パース、キャンベラ、アデレード、ニューカッスル、シドニー、ホバート、メルボルン）を行った。また、アメリカ（シカゴ、ニューヨーク、1995年）、パリ（1996年）、ザールブリュッケン（1997年）、カールスルーエ（2000年）、イゼルローン、ケルン、ヴッパータール（2001年）を訪れている。

## 私生活
詩人で歌手、作家としても活躍するAndrzej Poniedzielskiと1980年に結婚。翌年2人の子供をもうけた。
1995年からウッチにキャバレー「Przechowalnia」を構え、夫婦で運営している。

## ディスコグラフィー

### アルバム
- 1980年: Elżbieta Adamiak, Muza (SX 1992)
- 1986年: Do Wenecji stąd dalej co dzień, Muza (SX 2285)
- 1987年: Elżbieta Adamiak & Andrzej Poniedzielski – Live, Pronit (PLP 0078)
- 1991年: Moje kolędy, EMI
- 1992年: Półsenne nuty, Pomaton EMI
- 1995年: Atlantyda, Pomaton EMI
- 2002年: Nic nie mam, Polskie Radio, Universal Music Polska
- 2007年: Punkt widzenia / Live '87 – reedycja płyty z 1987, MTJ
- 2008年: Elżbieta Adamiak + Do Wenecji stąd dalej co dzień – 1980年作と1986年作の再発売。4ever Music
- 2009年: Zbieram siebie, 4ever MUSIC

### シングル
- 1978年: Elżbieta Adamiak Tonpress (S 185-186)  - 7インチレコード2枚組で発売された。